# 言語起源論 (ルソー)
『言語起源論』（げんごきげんろん、仏: Essai sur l'origine des langues）は、ジュネーヴ共和国出身でフランスで活動した哲学者ジャン＝ジャック・ルソーによって書かれた言語に関する文書であり、彼の死後の1781年に出版された。

## 概要
元々は『演劇的模倣について』『エフライムのレビびと』という作品と共にひとまとめで出版される予定だった作品であり、その旨を記した序文も残されている。またその序文によると、本作は元々は『人間不平等起源論』の一部だったものであり、長過ぎて場違いなため削除したものであったとされる。
死後出版された作品だったこともあり、近年まで注目されてこなかったが、ジャック・デリダが『グラマトロジーについて』で言及したことで、注目されるようになった。

## 構成
以下の20章から成る。
これらは内容的に「言語起源」(1〜4章)、「文字」(5〜7章)、「地域差」(8〜11章)、「音楽」(12〜19章)、「政体との関係」(20章)に分けられる。
- 第1章 - 我々の考えを伝えるための様々な方法について
- 第2章 - 言葉の最初の発明は欲求に由来するのではなく情念に由来するということ
- 第3章 - 最初の言語は比喩的なものだったに違いないということ
- 第4章 - 最初の言語の特徴的性質、及びその言語が被ったはずの変化について

--
- 第5章 - 文字表記について
- 第6章 - ホメロスが文字を書けた可能性が高いかどうか
- 第7章 - 近代の韻律法について

--
- 第8章 - 諸言語の起源における一般的および地域的差異
- 第9章 - 南方の諸言語の形成
- 第10章 - 北方の諸言語の形成
- 第11章 - この差異についての考察

--
- 第12章 - 音楽の起源
- 第13章 - 旋律について
- 第14章 - 和声について
- 第15章 - 我々の最も強烈な感覚はしばしば精神的な印象によって作用するということ
- 第16章 - 色と音の間の誤った類似性
- 第17章 - 自らの芸術にとって有害な音楽家たちの誤り
- 第18章 - ギリシャ人たちの音楽体系は我々のものとは無関係であったこと
- 第19章 - どのようにして音楽は衰退したか

--
- 第20章 - 言語と政体の関係

## 内容
本作における言語観は、『学問芸術論』『人間不平等起源論』等と同じく、ルソーの歴史観や社会観、特に古典的・素朴的なものが好ましく、当時のフランスのような虚飾的・形骸的なものは好ましくないという見方が反映されている。
全体の論旨としては、言語は「話し言葉から、書き言葉へ」「南方から、北方へ」「旋律から、和声へ」「演説から、私的会話へ」といった変遷・変質を経て、アジア・ギリシャ的な形から、フランス語のような形へと至ったことが説明される。
フランス語、英語、ドイツ語といった北方の言語は、過酷な環境を反映して、子音が多く、音がこもっていて、演説に不向きであること、そしてそんな「奴隷的」な言語的特性が、当時の絶対王政を補完してしまっていることを批判しつつ、作品は締め括られる。

## 日本語訳
- 『言語起源論』増田真訳、岩波文庫、2016年